# دهستان حکیم‌آباد (چناران)
دهستان حکیم‌آباد دهستانی در بخش سیدآباد شهرستان چناران در استان خراسان رضوی ایران است.این دهستان بر اساس مصوبه هیئت وزیران در تاریخ ۱۲ آبان ۱۳۹۹ تأسیس شد.

## جمعیت
براساس سرشماری عمومی نفوس و مسکن در سال ۱۳۹۵، جمعیت این دهستان برابر با ۵۲۹۷ نفر بوده است.